# Abderrazak Harb
Abderrazak Harb est un footballeur international algérien né le 11 mars 1950 à Kouba dans la wilaya d'Alger. Il évoluait au poste de gardien de but.

## Biographie
Originaire du village Aït-Mesbah, Tizi-Ouzou.
Il compte 12 sélections en équipe nationale entre 1976 et 1979.
Il joue son premier match en équipe d'Algérie le 1er mai 1976, sous la direction de Rachid Mekhloufi.

## Palmarès
- Champion d'Algérie en 1977, 1982 et 1983 avec la JS Kabylie.
- Vice-champion d'Algérie en 1978 et 1979 avec la JS Kabylie.
- Vainqueur de la Coupe d'Algérie en 1977 avec la JS Kabylie.
- Vainqueur de la Coupe des clubs champions africains en 1981 avec la JS Kabylie.
- Vainqueur de la Supercoupe d'Afrique en 1982 avec la JS Kabylie.
- Finaliste de la Coupe d'Algérie en 1979 avec la JS Kabylie.

 Algérie
- Vainqueur des Jeux africains en 1978.

### Comme entraîneur
- Vainqueur de la Supercoupe d'Algérie en 1992 avec la JS Kabylie.
  - Finaliste : 1994